# لینوکس ویس
لینوکس ویس (به انگلیسی: Linux Voice) یک مجله‌یِ لینوکسی و متن‌باز است که انتشار آن از سال ۲۰۱۴ میلادی در بریتانیا آغاز شده‌است. برای تأمین هزینه‌های ایجاد این مجله، کمپین درخواست سرمایه مردمی در سایت ایندی‌گوگو موفق به جمع‌آوری بیش از ۱۰۰۰۰۰ یورو شد. نیمی از سود لینوکس ویس صرف کمک به نرم‌افزارهای آزاد و متن‌باز می‌شود و محتوی هر نسخه‌یِ آن بعد از آن ۹ ماه تحت لیسانس کریتیو کامنز در دسترس قرار می‌گیرد.